# Les Ageux

Les Ageux este o comună în departamentul Oise, Franța. În 1 ianuarie 2022 avea o populație de 1.147 de locuitori.